# 24-es busz (Szolnok)
A szolnoki 24-es jelzésű autóbusz a Vasútállomás és a Hild Viktor utca között közlekedik. Széchenyi városrészt az autóbusz-állomás felé haladva éri el, ellentétes irányban a 24A busz jár. A viszonylatot a Volánbusz üzemelteti.

## Útvonala
| Vasútállomás → Autóbusz-állomás → Hild Viktor utca → Vasútállomás |
| --- |
| Vasútállomás vá. – Jubileum tér – Baross utca – Mátyás király út – Thököly út – Ady Endre út – Boldog Sándor István körút – Várkonyi István tér – Szántó körút – Pozsonyi út – Széchenyi István körút – Thököly út – Mátyás király út – Baross utca – Vasútállomás vá. |

## Megállóhelyei
Az átszállási kapcsolatok között az ellentétes irányban közlekedő 24A busz nincs feltüntetve.
| 0  | Vasútállomás induló végállomás | |
| 2  | Interspar                      | 3, 10, 12, 32, 34, 34A, 34E, 34Y |
| 3  | McDonald’s étterem             | 3, 10, 12, 15, 32, 33 Helyközi buszok |
| 5  | Sarló utca                     | 3, 4A, 10, 12, 15, 32 |
| 7  | Autóbusz-állomás               | 3, 4A, 10, 12, 15, 23, 32, 33 Helyközi buszok Távolsági járatok |
| 9  | Vásárcsarnok                   | 1, 1A, 1Y, 4A, 9, 11, 20, 21, 23, 33, 34B, 37 |
| 10 | Várkonyi tér                   | 1, 1A, 1Y, 4A, 9, 11, 20, 21, 23, 31, 34B, 37, 41 |
| 12 | Szántó körút                   | 31, 34, 34A, 34B, 34E, 34Y |
| 13 | Pozsonyi út                    | 31 |
| 14 | Mentőállomás                   | 4A, 33, 34, 34A, 34B, 34E, 34Y |
| 15 | Városi Kollégium               | 4A, 33, 34, 34A, 34B, 34E, 34Y, 41, 43 |
| 16 | Malom utca                     | 4A, 33, 34, 34A, 34B, 34E, 34Y, 41 |
| 17 | Aranyi Sándor utca             | 4A, 33, 34, 34A, 34B, 34E, 34Y, 41 |
| 18 | Lovas István utca              | 4A, 33, 34, 34A, 34B, 34E, 34Y, 41 |
| 19 | Hild Viktor utca               | 4A, 33, 34, 34A, 34B, 34E, 34Y |
| 21 | Sárkány utca                   | 10, 12 |
| 22 | TIGÁZ                          | 4A, 10, 12 Helyközi buszok Távolsági járatok |
| 24 | Interspar                      | 3, 10, 12, 32, 34, 34A, 34E, 34Y |
| 26 | Vasútállomás érkező végállomás | 2Y, 6, 6Y, 7, 8, 8Y, 13, 13Y, 14, 15, 15Y, 16, 17, 27, 28, 33, 38 Helyközi buszok S50 G50 Z50 S60 G60 Z60 S220 S820 IC, EC, EN, sebesvonat, gyorsvonat, expresszvonat |